# 閩東語
閩東語（びんとうご、ミントンご、福州語： Mìng-dĕ̤ng-ngṳ̄ ミンネュンギュー、中国語：閩東話 Mǐndōnghuà）は中華人民共和国福建省福州市から福鼎県までの同省北東部（閩東地方）と、更に北側の浙江省東南部にかけて使用されている言語である。中でも福州語が閩東語の代表的な方言とされる。中華民国が実効支配する連江県の馬祖列島も含まれる。

## 概要
この他、閩東地方からの移民がいるインドネシア、ブルネイ、マレーシアやシンガポールでも使用者がいる。更に米国では閩東地方からの移民が増加しており、ニューヨークの中華街では福州語がかなり通じると言われる。また、日本には福清市からの滞在者が多くおり、これらの中国国外を含めると、1千万以上の使用人口がいると思われる。

## 下位分類
閩東語は、地理的、歴史的な要因から、次の3つの下位方言に分かれる。
1. 福州語：分布地域から南片とも言われる。福州、閩侯、永泰、閩清、長楽、羅源、連江、福清、平潭、屏南、古田の11市県が含まれる。詳しくは福州語の項を参照。
2. 福安語：寧徳語とも言われる。分布地域から北片とも言われる。福建省東北地方の交溪・霍童溪流域およびその付近の地域で使用されている。福安、福鼎、霞浦、寿寧、周寧、寧徳、柘栄などの７市県が含まれ、使用人口は200万人程度である。寧徳の福安語には、すでに福州語の影響を受けた痕跡が見られる。
3. 蛮講：蛮話ともいう。浙江省東南部の泰順県、蒼南県及びその付近で用いられている。音韻や語彙上、浙南呉語（甌語、温州語）の影響を強く受けて変質しており、福建省内の閩東語とは音韻体系や語彙が大きく異なる。例えば、蒼南県の銭庫では、声母が29、韻母が39、声調は7となっており、温州の温州語の声母29、韻母34、声調8に近づいている。

## 発音
蛮講を除いた、福建省の閩東語内において、声母は比較的一致しており、15種類が用いられる。ただし、福安語には、[w]と[j]の半母音があり、17種類となる。北京語と比べると、有気音と無気音が逆になる例が多く、そり舌音の/r/[ʐ]が/n/などに、/zh/[tʂ]が/d/[t]に、/ch/[tʂʰ]が/t/[tʰ]になる例が多く、/sh/[ʂ]や/s/[s]は/t/や/d/になる例が多いという特徴がある。
これに対して韻母は寧徳の69種から福鼎の41種まで複雑さに差があるが、代表的な福州語は46種と中間に位置する。ただし、鼻音韻尾は/ŋ/の1種、入声韻尾は/ʔ/の1種あるいは/ʔ/・/k/の2種だけが存在するのは特徴である。寧徳は韻尾で/m/と/ng/、/p/と/k/を区別する点が、区別がなくなっている福建省の他の閩東語と異なる。
声調は7種で一致しているが、福清方言と寿寧方言では、陰入声字の一部が陰去声になり、また、福清方言は陽入声字の一部が陰平声になっている点でも他地域と異なる。全般的に連続変調の特徴が発達している。
| 分類   | 福州語（南片） | 福州語（南片） | 福州語（南片） | 福安語（北片） | 福安語（北片） | 福安語（北片） | 蠻講     |
| 地点   | 福州           | 福清           | 古田           | 寧徳           | 福鼎           | 福安           | 蒼南銭庫 |
| ------ | -------------- | -------------- | -------------- | -------------- | -------------- | -------------- | -------- |
| 声母数 | 15             | 15             | 15             | 15             | 15             | 17             | 29       |
| 韻母数 | 46             | 42             | 51             | 69             | 41             | 56             | 39       |
| 声調数 | 7              | 7              | 7              | 7              | 7              | 7              | 7        |

## 語彙
一般の方言と同様に、各地共通の語彙と地方により異なる語彙がある。一例を表に挙げる。
| 分類                 | 福州語（南片） | 福州語（南片） | 福州語（南片） | 福安語（北片） | 福安語（北片） | 福安語（北片） | 蛮講         | 北京語     | 日本語   |
| 地点                 | 福州           | 福清           | 古田           | 寧徳           | 福鼎           | 福安           | 蒼南銭庫     | 北京       | 東京     |
| -------------------- | -------------- | -------------- | -------------- | -------------- | -------------- | -------------- | ------------ | ---------- | -------- |
| 漢語共通             | 鷄             | 鷄             | 鷄             | 鷄             | 鷄             | 鷄             | 鷄           | 鷄         | 鶏       |
| 閩語共通             | 鷄卵           | 鷄卵           | 鷄卵           | 鷄卵           | 鷄卵           | 鷄卵           | 鷄卵         | 鷄蛋       | 鶏卵     |
| 閩語共通             | 箸             | 箸             | 箸             | 箸             | 箸             | 飯箸           | 箸           | 筷子       | 箸       |
| 閩東でほぼ一致する語 | 乇             | 乇             | 乇             | 乇             | 乇             | 乇             | 物事         | 東西       | 物       |
| 閩東でほぼ一致する語 | 郎爸           | 郎爸           | 郎爸           | 郎爸           | 郎爸           | 阿爹           | 阿爸         | 爸、爸爸   | 父ちゃん |
| 南北差のある語       | 我各儂         | 我各儂         | 我各儂         | 我儕儂         | 我儂           | 吾儕           | 我儕老、我們 | 我們       | 俺達     |
| 南北差のある語       | 豉油           | 豉油           | 豉油           | 豆油           | 醤油           | 豆油           | 醤油         | 醤油       | 醤油     |
| 各地が異なる語       | 猪角           | 猪角           | 牯猪           | 施猪           | 牯猪、公猪     | 牯猪           | 猪角         | 公猪       | 雄豚     |
| 各地が異なる語       | 糞坑厝         | 糞坑厝         | 坑厝           | 糞池頭         | 屎坑           | 灰楼           | 茅坑         | 厠所、茅房 | 便所     |